# Nagy Gábor (labdarúgó, 1971)
Nagy Gábor (Sárospatak, 1971. október 2. –) magyar labdarúgókapus, edző.

## Pályafutása
1985-ben végezte el az általános iskolát Cigándon,  ahol labdarúgópályafutása is kezdődött, majd Egerben folytatta tanulmányait. Első NB I-es mérkőzése 1995. augusztus 4. Újpest FC - Stadler FC volt, ahol csapata bravúros döntetlent ért el a fővárosi klub ellen. Az 1990-es évek közepén a liga  egyik legjobb kapusának számított. Karrierje elején védett Cigándon, Sátoraljaújhelyen, a Szerencs-Hegyalja SE-ben és Kazincbarcikán is. A Stadler FC után védett Diósgyőrben és Vácott is. Az élvonalban összesen 56 mérkőzésen szerepelt. Pályafutását Turán fejezte be, mely után kapusedzőként kezdett el dolgozni. Soroksáron és Nyíregyházán tevékenykedett, majd az MTK Budapest FC vezető kapusedzője lett. 
Jelenleg az NB II-es Budafok felnőtt csapatának kapusedzője. 
2019-ben a Cigánd SE Halhatatlanok Klubjának első tagjává választották.

## Sikerei, díjai
- Stadler FC:
  - Magyar bajnoki 9. helyezés: 1996
- BVSC Budapest:
  - Magyar bajnoki 17. helyezés: 1999
  - Magyar kupa 32 közé jutott: 1999